# Warratyi
Warratyi est le site d’un abri sous roche préhistorique, dans la chaîne de Flinders, dans l’État d’Australie-Méridionale. Situé à environ 500 km d'Adélaïde et à 200 km environ à l’intérieur des terres, il est le site d’occupation humaine le plus ancien connu à ce jour à l’intérieur du continent australien.
Les chercheurs ont trouvé des milliers d’artéfacts et de fragments d’os, ce qui leur a permis de dater l’occupation de l’abri sur une longue période allant de 49 000 à 10 000 ans avant le présent (AP). Ces découvertes montrent la plus ancienne fabrication d'outils en os et en pierre connue en Australie, l’utilisation de l’ocre, ainsi que l’interaction des habitants avec la mégafaune, telle que le Diprotodon.

## Situation
Warratyi est situé sur les terres ancestrales des Adnyamathanha, communauté indigène. Il se trouve dans une gorge, à l'extrémité sud du bassin du lac Eyre, dans la chaîne de Flinders du nord.
Clifford Coulthard, un doyen des Adnyamathanha, et Giles Hamm, un archéologue de l’université de La Trobe, l’ont découvert pendant un voyage d’exploration dans la chaîne de Flinders.
Les deux hommes ont trouvé une source d’eau entourée par de l’art rupestre, avec une fissure noircie par la suie à proximité. Ils se sont rendu compte tout de suite que la fissure avait été employée comme un abri. La fissure se trouve à environ 20 mètres au-dessus d’un ruisseau asséché. Elle fait à peu près 10 mètres de large et 4 mètres de profondeur.

## Vestiges archéologiques
Entre 2011 et 2014, une équipe de chercheurs dirigée par Hamm a creusé l’abri jusqu’à un mètre de profondeur. On y a trouvé plus de 4 300 objets, y compris des morceaux d’os de seize espèces de mammifères et d’un reptile, et, de plus, des œufs d’Émeu d'Australie et d’un oiseau géant éteint, Genyornis.
Parmi les restes d’animaux il y avait les os fossiles d’un Diprotodon, animal ressemblant à un wombat mais de la taille d’un rhinocéros, que l’on a probablement tué et apporté à l’abri pour le cuire et le manger. La plupart des os sont probablement d’une seule espèce, le Pétrogale à pied jaune.
Les artéfacts comprennent des morceaux de pigment de gypse, des outils à manche et de pierre, et des aiguilles en os, y compris le plus ancien outil en os trouvé en Australie jusqu’à présent. L’abri fournit des traces de l’utilisation la plus ancienne connue de l’ocre en Australie et en Asie du Sud-Est. Il est possible que des bouts de matière fibreuse trouvés sur le site soient des restes de filets utilisés pour prendre au piège les pétrogales rapides.

## Chronologie
Le site a été daté par une combinaison de chronostratigraphie (analyse de la profondeur des artéfacts), de datation par le carbone 14, et de datation par luminescence stimulée optiquement pour dater des grains de quartz. L'abri a été utilisé pendant plusieurs phases pendant des milliers d’années, les traces d’occupation les plus anciennes datant de 49 000 ans AP. Il semble qu'il ait été utilisé intensivement il y a environ 40 000 ans, mais l’usage décline il y a 35 000 à 24 000 ans, pendant une période de sécheresse extrême en Australie du Sud. Une autre période d’usage relativement intensive commence il y a 17 000 ans, les dernières traces datant d’il y a 10 000 ans,.

## Analyse
Ces découvertes apportent un nouvel éclairage sur la colonisation humaine de l’Australie par les ancêtres des Aborigènes contemporains. On pense que les premiers Australiens ont traversé la mer en bateau vers l'Australie il y a environ 50 000 ans, puis qu’ils se sont dispersés en restant le long des côtes pendant environ 2 000 ans. On a d'abord cru qu’ils avaient mis beaucoup plus de temps à pénétrer l’intérieur aride du pays, puisque les précédents vestiges les plus anciens connus d'occupation à l'intérieur des terres, à Puritjarra dans la partie ouest du centre du pays, datent de 11 000 ans plus tard que les objets trouvés à Warratyi. Il est possible qu'ils aient migré vers l’intérieur le long des rivières et se soient installés autour des sources, comme à Warratyi.